# 클로렐라
클로렐라(Chlorella)는 녹조식물문에 속하는 녹조류이다. 단백질이 풍부하고 광합성 효율이 우수하여 미래 식량으로 각광을 받기도 했지만 생산 단가가 높은 편이어서 식량이 되지는 못하고 있다. 대신 건강식품을 만들기 위해 재배되고 있다.
캘빈이 캘빈 회로(Calvin cycle)를 밝혀내기 위해 사용했던 식물이기도 하다.
- 스피룰리나
- 대체 암 치료법

## 개요
담수조류로 연못·늪·논·저수지·어항 등에서 부유 생활을 한다. 플랑크톤성 단세포체로 선명한 녹색이며 지름 10µm 이하의 미소한 구형이나 난형세포이다. 1개의 핵과 1개의 엽록체를 가지며 편모가 없어 운동성이 없고 각 개체가 따로 떨어져 물속에 부유하여 생육한다. 클로렐라는 광합성 암반응의 메커니즘을 밝히는 데 연구재료로 쓰였고, 현재 약 10여 종이 알려져 있다. 클로렐라의 광합성 속도는 고등식물의 수십 배로서, 일반 식물의 태양에너지 이용효율이 0,5-2%인데 비해 3-10%의 에너지 이용효율을 갖는다. 세포분열을 하지 않고 내생포자를 형성하며 번식하므로 증식속도가 매우 빠르고, 배양조건을 달리 하면 단백질 90%, 탄수화물 37%, 지방 80%까지 함량을 증가시킬 수 있어 미래식품으로 주목되었으며, 산소와 식량의 동시 해결이 가능하므로 우주식으로 검토되기도 하였다. 건조시킨 클로렐라는 100g당 단백질 40-50g, 탄수화물 10-25g, 지질 10-30g을 함유하며 필수아미노산인 리신·메티오닌이 풍부하여 좋은 미생물 단백질원으로 여겨지고 있다. 그러나 소화되기 어려운 부분이 많고 맛도 없으며 생산 원가가 비싸서 독립된 식품으로는 개발되지 못하고 다른 식품의 첨가물이나 유산균 등 미생물의 발육촉진제, 가축의 사료, 영양제의 원료, 양식업에서 초기 치어기에 먹이로 이용되며 호기성 세균과 함께 오염된 물의 정화에 쓰이고 있다.

## 같이 보기
- 캘빈 회로
- 소유스 28호
- 스피룰리나 (식품)